# 에듀넷
에듀넷(EDUNET) 은 중앙교수학습센터(National Teaching-Learning Center)로서, 대한민국의 교육과학기술부 산하 단체인 한국교육학술정보원(KERIS)이 운영하는 교육정보 종합서비스 시스템이다. 에듀넷은 교육정보의 효과적인 전달체계를 구축함과 동시에 분산되어 있는 각종 교육정보 및 자료를 상호 연계하고, 이를 종합적, 체계적으로 서비스하기 위해 1996년 9월 11일에 개통되었고, 2016년 9월에 에듀넷 개통 20주년을 맞이하여 '에듀넷·티-클리어'라는 새로운 명칭으로 서비스가 대대적으로 개편되었다.
1998년경에는 모뎀을 통한 전화접속 방식의 무료 인터넷 접속 서비스를 제공하여 유명하였다.
2020년 3월 기준으로 에듀넷 가입자는 총 138만 9,310명이고, 일평균 이용 횟수는 20만 2,588건이다. 가입자 중에서 교사는 9%를 차지하고 있다. 초∙중∙고 학생은 전체의 46%를 차지하고 있으며, 초등학생이 8%, 중학생이 18%, 고등학생이 20%를 차지하고 있다. 그리고 기타 유아, 학부모, 대학생, 교수 등 일반 가입자는 45%를 차지하고 있다.

## 같이 보기
- 사이버 가정학습